# Karin Attorps
Karin Attorps, född 1975, är en svensk jurist.
Karin Attorps har varit delägare i revisions- och rådgivningsföretaget EY samt advokat och delägare i Mannheimer Swartling Advokatbyrå. Hon är advokat och delägare i Advokatfirma DLA Piper Sweden sedan 2022. Hon utnämndes 2025 till justitieråd i Högsta förvaltningsdomstolen, med tillträde den 1 september 2025.